# Lèvan Kobiaixvili
Lèvan Kobiaixvili (georgià: ლევან კობიაშვილი)  (Tbilisi, 10 de juliol de 1977) és un exfutbolista georgià que jugava com a migcampista. Actualment és el president de la Federació Georgiana de Futbol.
Va ser internacional amb la Selecció de futbol de Geòrgia, jugant un total de 100 partits i aconseguint 11 gols.
Kobiashvili va començar al FC Metalurgi Rustavi i el FC Dinamo Tbilisi, però va passar la major part de la seva carrera com a jugador a l'estranger. Després d'un any a Rússia al FC Alaniya Vladikavkaz, va marxar a Alemanya, on va jugar al SC Freiburg, el FC Schalke 04 i el Hertha BSC. És el segon estranger amb més partits disputats a la Bundesliga alemanya (351).
Va fer el seu debut amb la selecció de Geòrgia l'1 de setembre del 1996 en un amistós davant Noruega a Oslo, i aviat es va convertir en un fix en el combinat nacional. Va ser Futbolista de l'Any al seu país el 2000 i el 2005, i es va convertir en el primer jugador georgià a assolir els 100 partits internacionals quan va jugar davant Grècia l'11 d'octubre del 2011.
Kobiashvili va obtenir una llicència d'entrenador i es va graduar en una acadèmia de gestió esportiva a Alemanya després d'acabar la seva carrera com a jugador el 2014. Va ser elegit president de la Federació Georgiana de Futbol (GFF) l'octubre del 2015. “Aquest dia és molt emotiu per a mi. Només el puc comparar amb la primera vegada que vaig anar a veure un partit de futbol o quan vaig rebre la meva primera convocatòria amb la selecció", va dir Kobiashvili al congrés de la federació a Tbilissi.

## Clubs
| Club               | País     | Any       |
| ------------------ | -------- | --------- |
| Metalurgi Rustavi  | Geòrgia  | 1994-1995 |
| Dinamo Tbilisi     | Geòrgia  | 1995-1997 |
| Alania Vladikavkaz | Rússia   | 1997      |
| Dinamo Tbilisi     | Geòrgia  | 1997-1998 |
| SC Freiburg        | Alemanya | 1998-2003 |
| Schalke 04         | Alemanya | 2003-2009 |
| Hertha BSC         | Alemanya | 2010-2014 |